# Holloway (Ohio)
Pour les articles homonymes, voir Holloway.
Holloway est un village américain situé dans le comté de Belmont, dans l'Ohio. Selon le recensement de 2010, sa population est de 338 habitants.